# Pagenhaupt

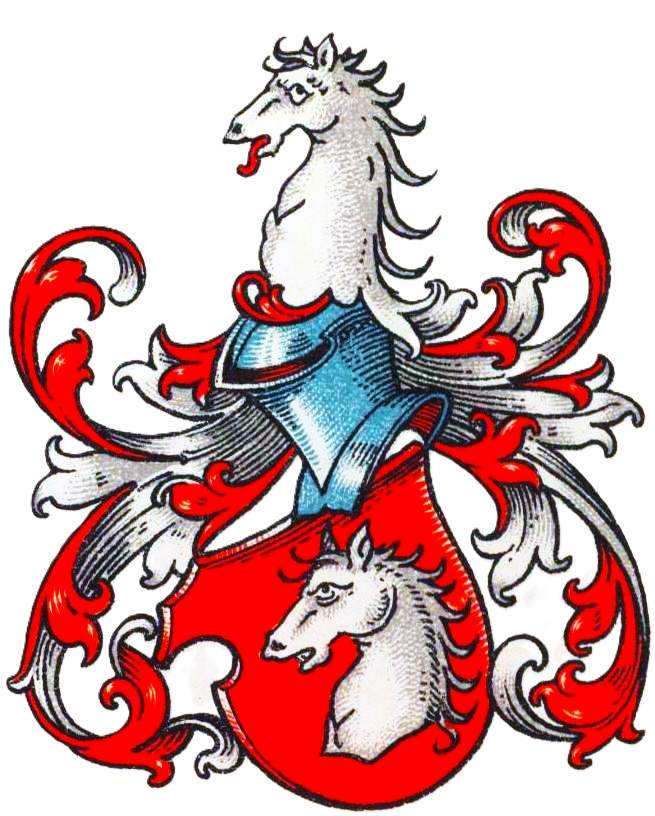
Wappen derer von Pagenheupt im Wappenbuch des Westfälischen Adels

Pagenhaupt (auch Pagenhaubt, Pagenheupt o. ä.) ist der Name eines westfälischen Patriziergeschlechts.

## Geschichte
Das Geschlecht stammt aus Lippstadt.
1570 führte Gerhard Pagenhaupt, Bürger und Sekretär zu Lippstadt, für seine Ehefrau Gertrud Lemering, verwitwete von Büren, Klage gegen Johann von Büren den Junden, die Gebrüder Bernhard und Johann von Hoerde zu Störmede, Anna von Hoerde, Ehefrau des Hildebrand von Nagel zu Keuschenburg, Margaretha von Büren, Ehefrau des Adolf Schwarte, lippischer Drost, Johann von Westrem zu Gutacker, Witwer der Magdalena von Büren und Elisabeth von Büren wegen des Nachlasses des verstorbenen ersten Ehemannes der Gertrud Lemering, Pickard von Büren.
Johann Pagenheupt war ein Freund von Caspar Ulenberg (1548–1617), dem katholischen Theologen, Bibelübersetzer, Dichter, Komponisten und Rektor der Universität Köln. Besagter Johann Pagenhaupt konvertierte zusammen mit Caspar Ulenberg 1572 in Köln zum katholischen Glauben.
1608 führte Andreas Pagenhaupt zu Lippstadt vor dem Offizial in Köln einen Rechtsstreit mit Adrian Loper. Möglicherweise derselbe Andreas Pagenhaupt wurde durch den Rat der Stadt Lippstadt mit dem Benefizium Trium Regum an der Großen Marienkirche ausgestattet. 1619 war Simon Pagenhaupt zusammen mit Goebell Retberg Bürgermeister in Lippstadt. Aber schon vorher muss ein früherer Simon Pagenhaupt Bürgermeister in Lippstadt gewesen sein, denn Maria Pagenhaupt, Tochter eines Simon Pagenhaupt, Lippstädter Bürgermeister, war 1560 Ehefrau des Gerhard Mellin aus Soest.

## Wappen
Blasonierung des Redenden Wappens: In Rot ein silbernes Pferdehaupt (Page = niederdeutsch für Pferd). Auf dem Helm mit rot-silbernen Helmdecken ein silbernes Pferdehaupt mit Hals.